# Holländsk vithätta

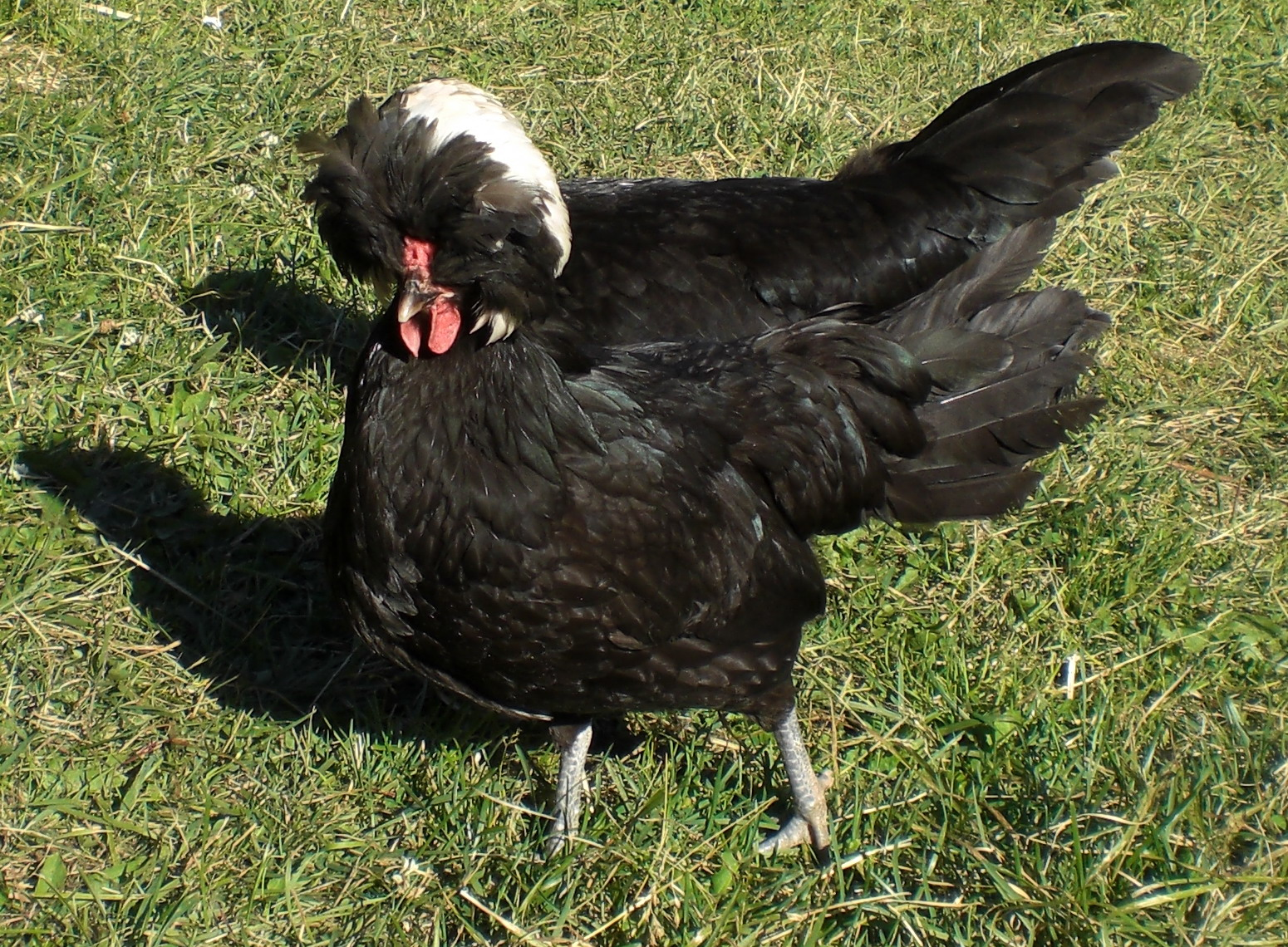
Holländsk vithätta

Holländsk vithätta är en lätt hönsras från Holland, dit den ursprungligen kom från Östersjöområdet under medeltiden. Rasen har ett mycket säreget utseende, hönorna har en påfallande stor och rundad hätta, närmast likt en boll. Även tupparna har en egenartad hätta, vilken dock är spretigare än hönornas. Det finns flera färgvarianter, där individerna antingen har en vit eller en svart hätta eller en hätta i samma färg som kroppen. Holländsk vithätta finns även i friserad variant samt i en dvärgvariant, även den framavlad i Holland.
En höna av stor ras väger omkring 1,5 kilogram och en tupp väger omkring 2 kilogram. För dvärgvarianten är vikten för en höna omkring 800 gram och för en tupp 900 gram. Hönornas värpegenskaper är relativt goda. Äggen är vita och väger 45 gram för en höna av stor ras och 40 gram för en höna av dvärgvarianten. Hönornas ruvlust varierar, en del individer ruvar, andra ruvar inte. Om en höna ruvar fram kycklingar ser hon dock efter dem väl.
Holländsk vithätta är till sitt sätt ofta lätt att få tam och den är sällan aggressiv mot andra höns. Dock kan den ibland upplevas som lite flaxig och därmed nervös av sig. En anledning till detta är troligen att rasens stora hätta begränsar hönsens synfält, varför individerna lättare kan överraskas av exempelvis en människa som plötsligt dyker upp i deras närhet.

## Färger

### Med vit hätta
- Blå
- Gökfärgad
- Kanttecknad
- Svart
- Svart/vitfläckig
- Vit

### Med svart hätta
- Vit

### Helkroppsfärgad
- Blå/kanttecknad
- Gökfärgad
- Svart
- Svart/vitfläckig